# Estolón
En biología, los estolones (del latín stolo, "rama"), igualmente conocidos como corredores, son conexiones horizontales entre organismos. Pueden ser parte del organismo o de su esqueleto. Típicamente, los estolones de animales son esqueletos externos. 

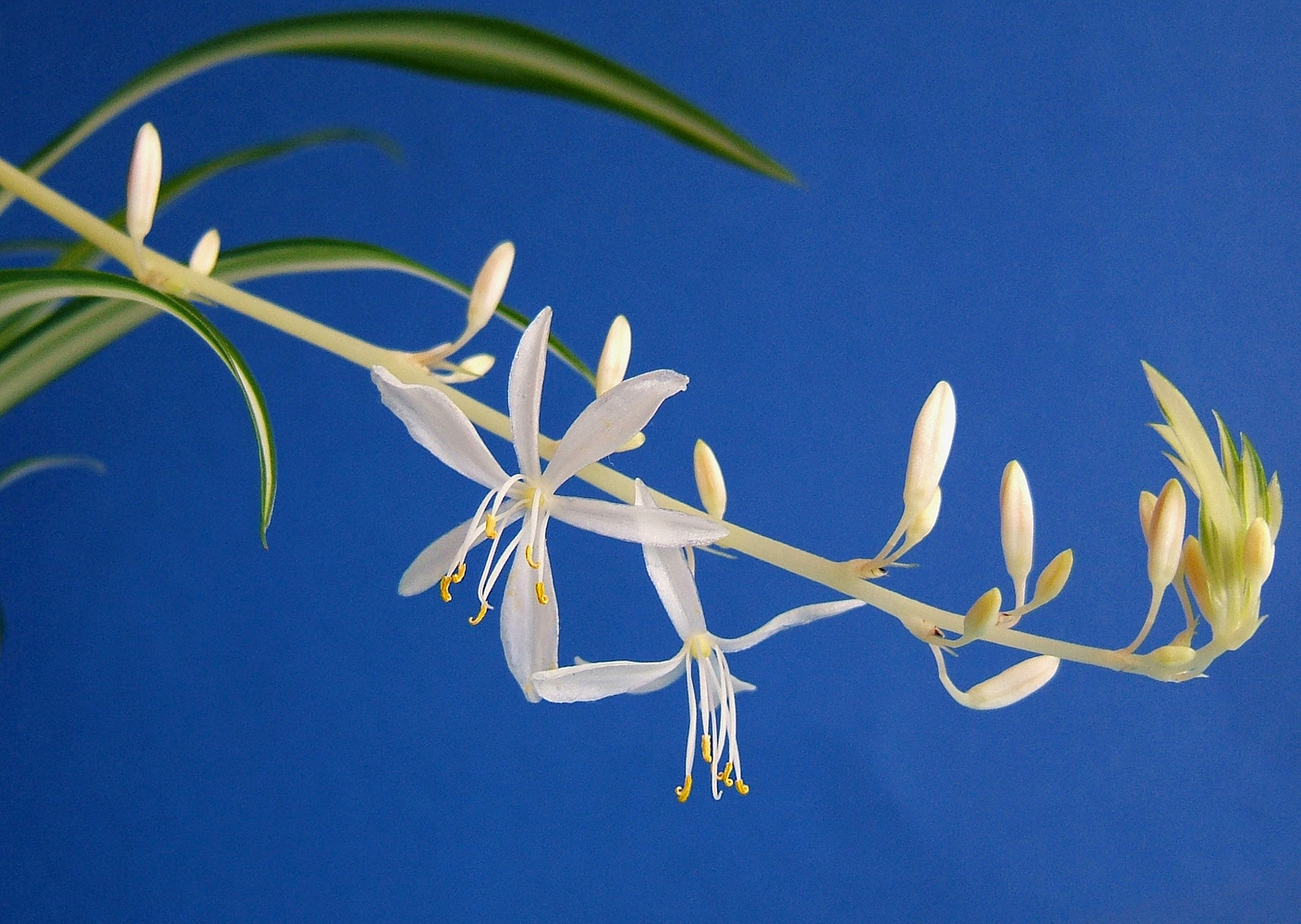
Estolón de Chlorophytum comosum.

En botánica, un estolón es un brote inmenso que nace en la base del tallo de algunas plantas herbáceas y que crece de forma horizontal, ya sea a nivel del suelo o subterráneamente.
Tiene entrenudos largos y cortos alternados que generan raíces adventicias. Son muy conocidos los estolones de las fresas, los tréboles y las cintas. La separación de estos segmentos enraizados produce nuevas plántulas.
Término usado también en zoología para definir  el órgano de algunos invertebrados que une entre sí a los individuos de una colonia.